# Scleria
Genre
Scleria est un genre de plantes de la famille des Cyperaceae.

## Liste d'espèces
Selon Catalogue of Life (24 octobre 2017) :
- Scleria abortiva Nees ex Kunth
- Scleria acanthocarpa Boeckeler
- Scleria achtenii De Wild.
- Scleria adpressohirta (Kük.) E.A.Rob.
- Scleria afroreflexa Lye
- Scleria alpina Core
- Scleria amazonica Camelb., M.T.Strong & Goetgh.
- Scleria anceps Liebm.
- Scleria andringitrensis Cherm.
- Scleria angusta Nees ex Kunth
- Scleria angustifolia E.A.Rob.
- Scleria annularis Steud.
- Scleria anomala (Steud.) J.Raynal
- Scleria arcuata E.A.Rob.
- Scleria arguta (Nees) Steud.
- Scleria aromatica Core
- Scleria assamica (C.B.Clarke) D.M.Verma
- Scleria atroglumis D.A.Simpson
- Scleria balansae Maury ex Micheli
- Scleria baldwinii (Torr.) Steud.
- Scleria bambariensis Cherm.
- Scleria baroni-clarkei De Wild.
- Scleria baronii C.B.Clarke ex Cherm.
- Scleria benthamii C.B.Clarke
- Scleria bequaertii De Wild.
- Scleria bicolor Nelmes
- Scleria biflora Roxb.
- Scleria boivinii Steud.
- Scleria boniana Boeckeler
- Scleria borii D.M.Verma
- Scleria bourgeaui Boeckeler
- Scleria bracteata Cav.
- Scleria bradei Gross
- Scleria brownii Kunth
- Scleria buekiana Schltdl.
- Scleria bulbifera Hochst. ex A.Rich.
- Scleria burchellii C.B.Clarke
- Scleria calcicola E.A.Rob.
- Scleria camaratensis Core
- Scleria canescens Boeckeler
- Scleria carphiformis Ridl.
- Scleria castanea Core
- Scleria catophylla C.B.Clarke
- Scleria chevalieri J.Raynal
- Scleria chlorantha Boeckeler
- Scleria chlorocalyx E.A.Rob.
- Scleria ciliaris Nees
- Scleria ciliata Michx.
- Scleria clarkei Lindm.
- Scleria clathrata Hochst. ex A.Rich.
- Scleria colorata Core
- Scleria comosa (Nees) Steud.
- Scleria complanata Boeckeler
- Scleria composita (Nees) Boeckeler
- Scleria corymbosa Roxb.
- Scleria cuyabensis Pilg.
- Scleria cyathophora Holttum
- Scleria cyperina Kunth
- Scleria delicatula Nelmes
- Scleria densispicata (C.B.Clarke) J.Kern
- Scleria depauperata Boeckeler
- Scleria depressa (C.B.Clarke) Nelmes
- Scleria distans Poir.
- Scleria dregeana Kunth
- Scleria dulungensis P.C.Li
- Scleria eggersiana Boeckeler
- Scleria elongatissima Piérart
- Scleria erythrorrhiza Ridl.
- Scleria fauriei Ohwi
- Scleria filiculmis Boeckeler
- Scleria flagellum-nigrorum P.J.Bergius
- Scleria flexuosa Boeckeler
- Scleria foliosa Hochst. ex A.Rich.
- Scleria foveolata Cav.
- Scleria fulvipilosa E.A.Rob.
- Scleria gaertneri Raddi
- Scleria georgiana Core
- Scleria glabra Boeckeler
- Scleria globonux C.B.Clarke
- Scleria goossensii De Wild.
- Scleria gracillima Boeckeler
- Scleria greigiifolia (Ridl.) C.B.Clarke
- Scleria guineensis J.Raynal
- Scleria harlandii Hance
- Scleria havanensis Britton
- Scleria hildebrandtii Boeckeler
- Scleria hilsenbergii Ridl.
- Scleria hirta Boeckeler
- Scleria hirtella Sw.
- Scleria hispidior (C.B.Clarke) Nelmes
- Scleria hispidula Hochst. ex A.Rich.
- Scleria huberi C.B.Clarke
- Scleria indica D.M.Verma & Veena Chandra
- Scleria induta Turrill
- Scleria interrupta Rich.
- Scleria iostephana Nelmes
- Scleria jiangchengensis Y.Y.Qian
- Scleria junghuhniana Boeckeler
- Scleria kerrii Turrill
- Scleria khasiana Boeckeler
- Scleria killipiana Britton
- Scleria kindtiana Graebn.
- Scleria lacustris C.Wright
- Scleria lagoensis Boeckeler
- Scleria latifolia Sw.
- Scleria laxa R.Br.
- Scleria laxiflora Gross
- Scleria leptostachya Kunth
- Scleria levis Retz.
- Scleria lingulata C.B.Clarke
- Scleria lithosperma (L.) Sw.
- Scleria longispiculata Nelmes
- Scleria lucentinigricans E.A.Rob.
- Scleria macbrideana Gross
- Scleria mackaviensis Boeckeler
- Scleria macrogyne C.B.Clarke
- Scleria macrolomioides H.Pfeiff.
- Scleria macrophylla J.Presl & C.Presl
- Scleria madagascariensis Boeckeler
- Scleria martii (Nees) Steud.
- Scleria melanomphala Kunth
- Scleria melanotricha Hochst. & A.Rich.
- Scleria melicoides Schltdl.
- Scleria microcarpa Nees ex Kunth
- Scleria mikawana Makino
- Scleria millespicula T.Koyama
- Scleria minima C.B.Clarke
- Scleria minor (Britton) W.Stone
- Scleria mitis P.J.Bergius
- Scleria monticola Nelmes ex Napper
- Scleria motemboensis Britton
- Scleria motleyi C.B.Clarke
- Scleria mucronata Poir.
- Scleria muehlenbergii Steud.
- Scleria multilacunosa T.Koyama
- Scleria mutoensis Nakai
- Scleria myricocarpa Kunth
- Scleria natalensis Boeckeler ex C.B.Clarke
- Scleria naumanniana Boeckeler
- Scleria neesii Kunth
- Scleria neocaledonica Rendle
- Scleria neogranatensis C.B.Clarke
- Scleria novae-hollandiae Boeckeler
- Scleria nyasensis C.B.Clarke
- Scleria oblata S.T.Blake ex J.Kern
- Scleria obtusa Core
- Scleria oligantha Michx.
- Scleria oligochondra Nelmes
- Scleria orchardii C.D.Adams
- Scleria ovinux J.Raynal ex Fosberg
- Scleria pachyrrhyncha Nelmes
- Scleria panicoides Kunth
- Scleria papuana J.Kern
- Scleria parallella C.B.Clarke
- Scleria parvula Steud.
- Scleria patula E.A.Rob.
- Scleria pauciflora Muhl. ex Willd.
- Scleria paupercula E.A.Rob.
- Scleria pergracilis (Nees) Kunth
- Scleria pernambucana Luceño & M.Alves
- Scleria perpusilla Cherm.
- Scleria pilosa Boeckeler
- Scleria pilosissima Britton
- Scleria plusiophylla Steud.
- Scleria poeppigii (Nees) Steud.
- Scleria poiformis Retz.
- Scleria poklei Wad.Khan
- Scleria polycarpa Boeckeler
- Scleria polyrrhiza E.A.Rob.
- Scleria pooides Ridl.
- Scleria porphyrocarpa E.A.Rob.
- Scleria procumbens E.A.Rob.
- Scleria psilorrhiza C.B.Clarke
- Scleria pulchella Ridl.
- Scleria purdiei C.B.Clarke
- Scleria purpurascens Steud.
- Scleria pusilla Pilg.
- Scleria racemosa Poir.
- Scleria radula Hance
- Scleria ramosa C.B.Clarke
- Scleria rehmannii C.B.Clarke
- Scleria reticularis Michx.
- Scleria richardsiae E.A.Rob.
- Scleria robinsoniana J.Raynal
- Scleria robusta Camelb. & Goetgh.
- Scleria rubrostriata A.C.Araújo & N.A.Brummitt
- Scleria rugosa R.Br.
- Scleria rutenbergiana Boeckeler
- Scleria scabra Willd.
- Scleria scabriuscula Schltdl.
- Scleria scandens Core
- Scleria schenckiana Boeckeler
- Scleria schiedeana Schltdl.
- Scleria schimperiana Boeckeler
- Scleria schulzii Barros
- Scleria scrobiculata Nees & Meyen
- Scleria secans (L.) Urb.
- Scleria sellowiana Kunth
- Scleria setulosociliata Boeckeler
- Scleria sheilae J.Raynal
- Scleria sieberi Nees
- Scleria skutchii M.T.Strong & J.R.Grant
- Scleria sobolifer E.F.Franklin
- Scleria sororia Kunth
- Scleria sphacelata F.Muell.
- Scleria spicata (Spreng.) J.F.Macbr.
- Scleria spiciformis Benth.
- Scleria splitgerberiana Henrard ex Uittien
- Scleria sprucei C.B.Clarke
- Scleria staheliana Uittien
- Scleria stenophylla Core
- Scleria stipitata Uittien
- Scleria stipularis Nees
- Scleria stocksiana Boeckeler
- Scleria sumatrensis Retz.
- Scleria swamyi Govind.
- Scleria tenacissima (Nees) Steud.
- Scleria tenella Kunth
- Scleria tepuiensis Core
- Scleria terrestris (L.) Fassett
- Scleria tessellata Willd.
- Scleria testacea Nees ex Kunth
- Scleria thwaitesiana Boeckeler
- Scleria tonkinensis C.B.Clarke
- Scleria transvaalensis E.F.Franklin
- Scleria trialata Poir.
- Scleria tricuspidata S.T.Blake
- Scleria triglomerata Michx.
- Scleria triquetra M.T.Strong
- Scleria tropicalis M.T.Strong
- Scleria tryonii Domin
- Scleria uleana Boeckeler
- Scleria unguiculata E.A.Rob.
- Scleria vaginata Steud.
- Scleria valdemuricata Kük.
- Scleria variegata (Nees) Steud.
- Scleria venezuelensis Core
- Scleria verrucosa Willd.
- Scleria verticillata Muhl. ex Willd.
- Scleria veseyfitzgeraldii E.A.Rob.
- Scleria vichadensis F.J.Herm.
- Scleria violacea Pilg.
- Scleria virgata (Nees) Steud.
- Scleria vogelii C.B.Clarke
- Scleria warmingiana Boeckeler
- Scleria welwitschii C.B.Clarke
- Scleria williamsii Gross
- Scleria woodii C.B.Clarke
- Scleria wrightiana Boeckeler
- Scleria xerophila E.A.Rob.
- Scleria zambesica E.A.Rob.

Selon GRIN (24 octobre 2017) :
- Scleria barteri Boeck.
- Scleria cochinchinensis (Lour.) Druce
- Scleria gaertneri Raddi
- Scleria lithosperma (L.) Sw.
- Scleria macrophylla J. Presl & C. Presl
- Scleria microcarpa Nees ex Kunth
- Scleria mitis P. J. Bergius
- Scleria oligantha Michx.
- Scleria pauciflora Muhl. ex Willd.
- Scleria polycarpa Boeck.
- Scleria racemosa Poir.
- Scleria sphaerocarpa (E. A. Rob.) Napper
- Scleria sumatrensis Retz.
- Scleria sylvestris Poepp. & Kunth
- Scleria tessellata Willd.

Selon ITIS (24 octobre 2017) :
- Scleria baldwinii (Torr.) Steud.
- Scleria biflora Roxb.
- Scleria bourgeaui Boeckeler
- Scleria bracteata Cav.
- Scleria ciliaris Nees
- Scleria ciliata Michx.
- Scleria curtissii Britton
- Scleria distans Poir.
- Scleria eggersiana Boeckeler
- Scleria georgiana Core
- Scleria havanensis Britton
- Scleria hirtella Sw.
- Scleria lacustris C. Wright
- Scleria laevis Willd.
- Scleria laxa R. Br.
- Scleria lithosperma (L.) Sw.
- Scleria melaleuca Rchb. ex Schltdl. & Cham.
- Scleria microcarpa Nees ex Kunth
- Scleria minor W. Stone
- Scleria mitis P.J. Bergius
- Scleria mucronata Poir.
- Scleria muehlenbergii Steud.
- Scleria novae-hollandiae Boeckeler
- Scleria oligantha Michx.
- Scleria pauciflora Muhl. ex Willd.
- Scleria polycarpa Boeckeler
- Scleria purdiei C.B. Clarke
- Scleria reticularis Michx.
- Scleria rugosa R. Br.
- Scleria scabriuscula Schltdl.
- Scleria scindens Nees
- Scleria scrobiculata Nees & Meyen
- Scleria secans (L.) Urb.
- Scleria sumatrensis Retz.
- Scleria tenella Kunth
- Scleria testacea Nees
- Scleria triglomerata Michx.
- Scleria vaginata Steud.
- Scleria verticillata Muhl. ex Willd.

Selon The Plant List (24 octobre 2017) :
- Scleria abortiva Nees ex Kunth
- Scleria acanthocarpa Boeckeler
- Scleria achtenii De Wild.
- Scleria adpressohirta (Kük.) E.A.Rob.
- Scleria afroreflexa Lye
- Scleria alpina Core
- Scleria amazonica Camelb., M.T.Strong & Goetgh.
- Scleria anceps Liebm.
- Scleria andringitrensis Cherm.
- Scleria angusta Nees ex Kunth
- Scleria angustifolia E.A.Rob.
- Scleria annularis Steud.
- Scleria anomala (Steud.) J.Raynal
- Scleria arcuata E.A.Rob.
- Scleria arguta (Nees) Steud.
- Scleria aromatica Core
- Scleria assamica (C.B.Clarke) D.M.Verma
- Scleria atroglumis D.A.Simpson
- Scleria balansae Maury ex Micheli
- Scleria baldwinii (Torr.) Steud.
- Scleria bambariensis Cherm.
- Scleria baroni-clarkei De Wild.
- Scleria baronii C.B.Clarke ex Cherm.
- Scleria benthamii C.B.Clarke
- Scleria bequaertii De Wild.
- Scleria bicolor Nelmes
- Scleria biflora Roxb.
- Scleria boivinii Steud.
- Scleria boniana Boeckeler
- Scleria borii D.M.Verma
- Scleria bourgeaui Boeckeler
- Scleria bracteata Cav.
- Scleria bradei Gross
- Scleria brownii Kunth
- Scleria buekiana Schltdl.
- Scleria buettneri Boeckeler
- Scleria bulbifera Hochst. ex A.Rich.
- Scleria burchellii C.B.Clarke
- Scleria calcicola E.A.Rob.
- Scleria camaratensis Core
- Scleria canescens Boeckeler
- Scleria carphiformis Ridl.
- Scleria castanea Core
- Scleria catharinensis Boeckeler
- Scleria catophylla C.B.Clarke
- Scleria chevalieri J.Raynal
- Scleria chlorocalyx E.A.Rob.
- Scleria ciliaris Nees
- Scleria ciliata Michx.
- Scleria clarkei Lindm.
- Scleria clathrata Hochst. ex A.Rich.
- Scleria colorata Core
- Scleria comosa (Nees) Steud.
- Scleria complanata Boeckeler
- Scleria composita (Nees) Boeckeler
- Scleria corymbosa Roxb.
- Scleria cuyabensis Pilg.
- Scleria cyathophora Holttum
- Scleria cyperina Kunth
- Scleria delicatula Nelmes
- Scleria densispicata (C.B.Clarke) J.Kern
- Scleria depauperata Boeckeler
- Scleria depressa (C.B.Clarke) Nelmes
- Scleria distans Poir.
- Scleria dregeana Kunth
- Scleria dulungensis P.C.Li
- Scleria eggersiana Boeckeler
- Scleria elongatissima Piérart
- Scleria erythrorrhiza Ridl.
- Scleria fauriei Ohwi
- Scleria filiculmis Boeckeler
- Scleria flagellum-nigrorum P.J.Bergius
- Scleria flexuosa Boeckeler
- Scleria foliosa Hochst. ex A.Rich.
- Scleria foveolata Cav.
- Scleria fulvipilosa E.A.Rob.
- Scleria gaertneri Raddi
- Scleria georgiana Core
- Scleria glabra Boeckeler
- Scleria globonux C.B.Clarke
- Scleria goosenii De Wild.
- Scleria goossensii De Wild.
- Scleria gracillima Boeckeler
- Scleria greigiifolia (Ridl.) C.B.Clarke
- Scleria guineensis J.Raynal
- Scleria harlandii Hance
- Scleria havanensis Britton
- Scleria hildebrandtii Boeckeler
- Scleria hilsenbergii Ridl.
- Scleria hirta Boeckeler
- Scleria hirtella Sw.
- Scleria hispidior (C.B.Clarke) Nelmes
- Scleria hispidula Hochst. ex A.Rich.
- Scleria huberi C.B.Clarke
- Scleria induta Turrill
- Scleria interrupta Rich.
- Scleria iostephana Nelmes
- Scleria jiangchengensis Y.Y.Qian
- Scleria junghuhniana Boeckeler
- Scleria kerrii Turrill
- Scleria khasiana Boeckeler
- Scleria killipiana Britton
- Scleria kindtiana Graebn.
- Scleria lacustris C.Wright
- Scleria lagoensis Boeckeler
- Scleria latifolia Sw.
- Scleria laxa R.Br.
- Scleria laxiflora Gross
- Scleria leptostachya Kunth
- Scleria levis Retz.
- Scleria lingulata C.B.Clarke
- Scleria lithosperma (L.) Sw.
- Scleria longispiculata Nelmes
- Scleria lucentinigricans E.A.Rob.
- Scleria macbrideana Gross
- Scleria mackaviensis Boeckeler
- Scleria macrogyne C.B.Clarke
- Scleria macrolomioides H.Pfeiff.
- Scleria macrophylla J.Presl & C.Presl
- Scleria madagascariensis Boeckeler
- Scleria martii (Nees) Steud.
- Scleria melanomphala Kunth
- Scleria melanotricha Hochst. & A.Rich.
- Scleria melicoides Schltdl.
- Scleria microcarpa Nees ex Kunth
- Scleria mikawana Makino
- Scleria millespicula T.Koyama
- Scleria minima C.B.Clarke
- Scleria minor (Britton) W.Stone
- Scleria mitis P.J.Bergius
- Scleria monticola Nelmes ex Napper
- Scleria motemboensis Britton
- Scleria motleyi C.B.Clarke
- Scleria mucronata Poir.
- Scleria muehlenbergii Steud.
- Scleria multilacunosa T.Koyama
- Scleria mutoensis Nakai
- Scleria myricocarpa Kunth
- Scleria natalensis Boeckeler ex C.B.Clarke
- Scleria naumanniana Boeckeler
- Scleria neesii Kunth
- Scleria neocaledonica Rendle
- Scleria neogranatensis C.B.Clarke
- Scleria novae-hollandiae Boeckeler
- Scleria nyasensis C.B.Clarke
- Scleria oblata S.T.Blake ex J.Kern
- Scleria obtusa Core
- Scleria oligantha Michx.
- Scleria oligochondra Nelmes
- Scleria orchardii C.D.Adams
- Scleria ovinux J.Raynal ex Fosberg
- Scleria pachyrrhyncha Nelmes
- Scleria panicoides Kunth
- Scleria papuana J.Kern
- Scleria parallella C.B.Clarke
- Scleria parvula Steud.
- Scleria patula E.A.Rob.
- Scleria pauciflora Muhl. ex Willd.
- Scleria paupercula E.A.Rob.
- Scleria pergracilis (Nees) Kunth
- Scleria pernambucana Luceño & M.Alves
- Scleria perpusilla Cherm.
- Scleria pilosa Boeckeler
- Scleria pilosissima Britton
- Scleria plusiophylla Steud.
- Scleria poeppigii (Nees) Steud.
- Scleria poiformis Retz.
- Scleria poklei Wad.Khan
- Scleria polycarpa Boeckeler
- Scleria polyrrhiza E.A.Rob.
- Scleria pooides Ridl.
- Scleria porphyrocarpa E.A.Rob.
- Scleria procumbens E.A.Rob.
- Scleria psilorrhiza C.B.Clarke
- Scleria pulchella Ridl.
- Scleria purdiei C.B.Clarke
- Scleria purpurascens Steud.
- Scleria pusilla Pilg.
- Scleria racemosa Poir.
- Scleria radula Hance
- Scleria ramosa C.B.Clarke
- Scleria rehmannii C.B.Clarke
- Scleria reticularis Michx.
- Scleria richardsiae E.A.Rob.
- Scleria robinsoniana J.Raynal
- Scleria robusta Camelb. & Goetgh.
- Scleria rugosa R.Br.
- Scleria rutenbergiana Boeckeler
- Scleria scabra Willd.
- Scleria scabriuscula Schltdl.
- Scleria scandens Core
- Scleria schenckiana Boeckeler
- Scleria schiedeana Schltdl.
- Scleria schimperiana Boeckeler
- Scleria schulzii Barros
- Scleria scindens Nees ex Kunth
- Scleria scrobiculata Nees & Meyen
- Scleria secans (L.) Urb.
- Scleria sellowiana Kunth
- Scleria setulosociliata Boeckeler
- Scleria sheilae J.Raynal
- Scleria sieberi Nees
- Scleria skutchii M.T.Strong & J.R.Grant
- Scleria sobolifer E.F.Franklin
- Scleria sororia Kunth
- Scleria sphacelata F.Muell.
- Scleria spicata (Spreng.) J.F.Macbr.
- Scleria spiciformis Benth.
- Scleria splitgerberiana Henrard ex Uittien
- Scleria sprucei C.B.Clarke
- Scleria staheliana Uittien
- Scleria stenophylla Core
- Scleria stereorrhiza C.Wright ex C.B.Clarke
- Scleria stipitata Uittien
- Scleria stipularis Nees
- Scleria stocksiana Boeckeler
- Scleria sumatrensis Retz.
- Scleria swamyi Govind.
- Scleria tenacissima (Nees) Steud.
- Scleria tenella Kunth
- Scleria tepuiensis Core
- Scleria terrestris (L.) Fassett
- Scleria tessellata Willd.
- Scleria testacea Nees ex Kunth
- Scleria thwaitesiana Boeckeler
- Scleria tonkinensis C.B.Clarke
- Scleria transvaalensis E.F.Franklin
- Scleria trialata Poir.
- Scleria tricuspidata S.T.Blake
- Scleria triglomerata Michx.
- Scleria triquetra M.T.Strong
- Scleria tropicalis M.T.Strong
- Scleria tryonii Domin
- Scleria uleana Boeckeler
- Scleria unguiculata E.A.Rob.
- Scleria vaginata Steud.
- Scleria valdemuricata Kük.
- Scleria variegata (Nees) Steud.
- Scleria venezuelensis Core
- Scleria verrucosa Willd.
- Scleria verticillata Muhl. ex Willd.
- Scleria veseyfitzgeraldii E.A.Rob.
- Scleria vichadensis F.J.Herm.
- Scleria violacea Pilg.
- Scleria virgata (Nees) Steud.
- Scleria vogelii C.B.Clarke
- Scleria warmingiana Boeckeler
- Scleria welwitschii C.B.Clarke
- Scleria williamsii Gross
- Scleria woodii C.B.Clarke
- Scleria wrightiana Boeckeler
- Scleria xerophila E.A.Rob.
- Scleria zambesica E.A.Rob.

Selon Tropicos (24 octobre 2017) (Attention liste brute contenant possiblement des synonymes) :
- Scleria abortiva Nees
- Scleria acanthocarpa Boeckeler
- Scleria achtenii De Wild.
- Scleria acriulus C.B. Clarke
- Scleria adamantina (Nees) Steud.
- Scleria adpressohirta (Kük.) E.A. Rob.
- Scleria affinis J. Presl ex Steud.
- Scleria africana Benth.
- Scleria afroreflexa Lye
- Scleria albo-nigra A. St.-Hil.
- Scleria alpina Core
- Scleria alta Boeckeler
- Scleria amazonica Camelb., M.T. Strong & Goetgh.
- Scleria amphigaea Raymond
- Scleria anceps Liebm.
- Scleria andringitrensis Cherm.
- Scleria androgyna Nees
- Scleria angolensis Turrill
- Scleria angusta Nees ex Kunth
- Scleria angustata Steud.
- Scleria angustifolia E.A. Rob.
- Scleria annularis Nees ex Steud.
- Scleria anomala (Steud.) J. Raynal
- Scleria approximata Hassk.
- Scleria aquatica Cherm.
- Scleria arcuata E.A. Rob.
- Scleria arenaria T. Koyama
- Scleria areolata Lundell
- Scleria arguta (Nees) Steud.
- Scleria aromatica Core
- Scleria arundinacea Kunth
- Scleria aspera Boeckeler
- Scleria asperata C. Presl
- Scleria asperrima (Liebm.) Steud.
- Scleria assamica (C.B. Clarke) D.M. Verma
- Scleria aterrima (Ridl.) Napper
- Scleria atroglumis D.A. Simpson
- Scleria atropurpurea Boeckeler
- Scleria atrosanguinea Hochst. ex Steud.
- Scleria attenuatifolia M.T. Strong
- Scleria aurantiaca Lye
- Scleria balansae Maury
- Scleria baldwinii (Torr.) Steud.
- Scleria bambariensis Cherm.
- Scleria bancana Miq.
- Scleria baroni-clarkei De Wild.
- Scleria baronii C.B. Clarke ex Cherm.
- Scleria barteri Boeckeler
- Scleria bellii LeBlond
- Scleria benthamii C.B. Clarke
- Scleria bequaertii De Wild.
- Scleria bertolonii M. Martens
- Scleria bicolor (Ridl.) Nelmes
- Scleria biflora Roxb.
- Scleria boivinii Steud.
- Scleria boniana Boeckeler
- Scleria borii D.M. Verma
- Scleria bourgeaui Boeckeler
- Scleria bracteata Cav.
- Scleria bradei R. Gross
- Scleria brekiana Schltdl.
- Scleria brittonii Core
- Scleria brownii (R. Br.) Kunth
- Scleria buchananii Boeckeler
- Scleria buekiana Schltdl.
- Scleria buettneri Boeckeler
- Scleria bulbifera Hochst. ex A. Rich.
- Scleria bulbosa Schltdl.
- Scleria bulusanensis Elmer
- Scleria burchellii C.B. Clarke
- Scleria caespitosa Ridl.
- Scleria calcicola E.A. Rob.
- Scleria camaratensis Core
- Scleria campestris (Nees) Steud.
- Scleria canaliculatotriquetra Boeckeler
- Scleria canescens Boeckeler
- Scleria capillaris R. Br.
- Scleria capitata Willd.
- Scleria caricifolia Schrad. ex Nees
- Scleria caricina (R. Br.) Benth.
- Scleria carphiformis Ridl.
- Scleria castanea Core
- Scleria catalinae Britton
- Scleria cataphylla C.B. Clarke
- Scleria catharinensis Boeckeler
- Scleria catophylla C.B. Clarke
- Scleria cenchroides Kunth
- Scleria centralis Cherm.
- Scleria cerradicola T. Koyama
- Scleria cervina Ridl.
- Scleria chevalieri J. Raynal
- Scleria chimborazensis C.B. Clarke
- Scleria chinensis Kunth
- Scleria chlorantha Boeckeler
- Scleria chlorocalyx E.A. Rob.
- Scleria ciliaris Nees
- Scleria ciliata Michx.
- Scleria ciliolata Boeckeler
- Scleria cincta Steud.
- Scleria clarkei Lindm.
- Scleria clathrata Hochst. ex A. Rich.
- Scleria cochinchinensis (Lour.) Druce
- Scleria colorata Core
- Scleria communis Kunth
- Scleria comosa (Nees) Steud.
- Scleria complanata Boeckeler
- Scleria composita (Nees) Boeckeler
- Scleria compositum (Nees) Nees
- Scleria congolensis De Wild.
- Scleria conspersa Sellow ex Nees
- Scleria coreana Palla ex Nakai
- Scleria coriacea Liebm.
- Scleria corymbifera Boeckeler
- Scleria corymbosa Roxb.
- Scleria costaricensis Boeckeler
- Scleria costata (Britton) Small
- Scleria cubensis Boeckeler
- Scleria curtissii Britton
- Scleria cuyabensis Pilg.
- Scleria cyanocarpa Kunth
- Scleria cyathophora Holttum
- Scleria cymosa (Brongn.) Boeckeler
- Scleria cyperina Willd. ex Kunth
- Scleria cyperinoides C.B. Clarke
- Scleria debilis C. Wright
- Scleria delicatula Nelmes
- Scleria densifolia (Nees) Steud.
- Scleria densispicata (C.B. Clarke) J. Kern
- Scleria depauperata Boeckeler
- Scleria depressa (C.B. Clarke) Nelmes
- Scleria dictyocarpa Griseb.
- Scleria dieterlenii Turrill
- Scleria dietrichiae Boeckeler
- Scleria diffusa C.B. Clarke
- Scleria dillonia Boeckeler
- Scleria discolor (Kunth) Boeckeler
- Scleria distans Poir.
- Scleria diurensis Boeckeler
- Scleria doederleiniana Boeckeler
- Scleria doradoensis Britton
- Scleria dregeana Kunth
- Scleria dulungensis P.C. Li
- Scleria dumicola Ridl.
- Scleria duvigneaudii Piérart
- Scleria eggersiana Boeckeler
- Scleria elata Thwaites
- Scleria elliottii Chapm.
- Scleria elongata J. Presl & C. Presl
- Scleria elongatissima Piérart
- Scleria enchroides Kunth
- Scleria erythrorrhiza Ridl.
- Scleria exaltata Boeckeler
- Scleria exigua Kern
- Scleria fasciculata Willd. ex Kunth
- Scleria fauriei Ohwi
- Scleria fenestrata Franch. & Sav.
- Scleria ferruginea (Peter) Peter
- Scleria filiculmis Boeckeler
- Scleria filiformis Sw.
- Scleria filipendula S.T. Blake
- Scleria flaccida Steud.
- Scleria flagellum P.J. Bergius ex Griseb.
- Scleria flagellum-nigrorum P.J. Bergius
- Scleria flexuosa Boeckeler
- Scleria floribunda Kunth
- Scleria foliosa Hochst. ex A. Rich.
- Scleria foveolata Cav.
- Scleria friesii Kük.
- Scleria fujianensis G.P. Li
- Scleria fulvipilosa E.A. Rob.
- Scleria gaertneri Raddi
- Scleria georgiana Core
- Scleria glabra Boeckeler
- Scleria glabroreticulata De Wild.
- Scleria glandiformis Boeck.
- Scleria glaucescens J. Presl & C. Presl
- Scleria glazioviana Boeckeler
- Scleria globonux C.B. Clarke
- Scleria glomerata Oliv.
- Scleria glomerulata Oliv.
- Scleria gonocarpa Ridl.
- Scleria goosenii De Wild.
- Scleria goossensii De Wild.
- Scleria gracilis Rich.
- Scleria gracillima Boeckeler
- Scleria graeffeana Boeckeler
- Scleria graminifolia Britton
- Scleria grandifolia Miq.
- Scleria grandis Labill.
- Scleria grata Nelmes
- Scleria griegifolia (Ridl.) C.B. Clarke
- Scleria grisebachii C.B. Clarke
- Scleria guahensis Schrad. ex Boeckeler
- Scleria guianensis (Nees) Steud.
- Scleria guineensis J. Raynal
- Scleria haematostachys Boeckeler
- Scleria harlandii Hance
- Scleria hasskarliana Boeckeler
- Scleria havanensis Britton
- Scleria hebecarpa Nees
- Scleria hemitaphra Steud.
- Scleria hildebrandtii Boeckeler
- Scleria hilsenbergii Boeckeler
- Scleria hirsuta Boeckeler
- Scleria hirta Boeckeler
- Scleria hirtella Sw.
- Scleria hispidior Nelmes
- Scleria hispidula Hochst. ex A. Rich.
- Scleria hitchcockii Standl.
- Scleria holcoides Kunth
- Scleria homonyma Steud.
- Scleria hookeriana Boeckeler
- Scleria hostmanniana Steud.
- Scleria huberi C.B. Clarke
- Scleria humilis (Nees) Steud.
- Scleria hypoxis Schweinf. ex Boeckeler
- Scleria indica D.M. Verma & Veena Chandra
- Scleria induta Turrill
- Scleria interrupta Rich.
- Scleria iostephana Nelmes
- Scleria japonica Steud.
- Scleria jelskiana Boeckeler
- Scleria jiangchengensis Y.Y. Qian
- Scleria junciformis Kunth
- Scleria junghuhniana Boeckeler
- Scleria kerrii Turrill
- Scleria keyensis K. Schum. ex Warb.
- Scleria khasiana Boeckeler
- Scleria killipiana Britton
- Scleria kindtiana Graebn.
- Scleria krugiana Boeckeler
- Scleria kunthiana Steud.
- Scleria kunthii Miq.
- Scleria kuntzei Boeckeler
- Scleria kwangtungensis Chun & F.C. How
- Scleria lacunosa Boeckeler
- Scleria lacustris C. Wright
- Scleria laeviformis Tang & F.T. Wang
- Scleria laevis Retz.
- Scleria lagoensis Boeckeler
- Scleria lateriflora Boeckeler
- Scleria lateritica Nelmes
- Scleria latifolia Sw.
- Scleria latilacunosa Kük.
- Scleria laxa R. Br.
- Scleria laxiflora R. Gross
- Scleria leptocladia Poepp. & Kunth
- Scleria leptoculmis Alph. Wood
- Scleria leptostachya Kunth
- Scleria levis Retz.
- Scleria liebmannii Steud.
- Scleria lindleyana C.B. Clarke
- Scleria lingulata C.B. Clarke
- Scleria lithosperma (L.) Sw.
- Scleria lobulata Palla
- Scleria loefgreniana Boeckeler
- Scleria longifolia Boeckeler
- Scleria longigluma Kük.
- Scleria longispiculata Nelmes
- Scleria lucentinigricans E.A. Rob.
- Scleria lucida (Nees) Steud.
- Scleria luzonensis Palla
- Scleria luzulaeformis C. Wright
- Scleria luzuliformis C. Wright
- Scleria macbrideana R. Gross
- Scleria mackaviensis Boeckeler
- Scleria macrantha Boeckeler
- Scleria macrocarpa Nees
- Scleria macrogyne C.B. Clarke
- Scleria macrolomioides H. Pfeiff.
- Scleria macrophylla J. Presl & C. Presl
- Scleria macrosperma Nees ex Kunth
- Scleria madagascariensis Boeckeler
- Scleria malaccensis Boeckeler
- Scleria martii (Nees) Steud.
- Scleria mayottensis C.B. Clarke
- Scleria mechowiana Boeckeler
- Scleria melaleuca Rchb. ex Schltdl. & Cham.
- Scleria melanocephala Drège
- Scleria melanomphala Kunth
- Scleria melanosperma Nees & Arn. ex Boeckeler
- Scleria melanostoma Nees ex Boeckeler
- Scleria melanotricha Hochst. ex A. Rich.
- Scleria melicoides Schltdl.
- Scleria merkeliana (Nees) C.B. Clarke
- Scleria merrillii Palla
- Scleria mexicana (Liebm.) Boeckeler
- Scleria meyeriana Kunth
- Scleria michauxii Chapm.
- Scleria micrantha Poir.
- Scleria microcarpa Nees ex Kunth
- Scleria micrococca (Liebm.) Steud.
- Scleria microdiscus Steud.
- Scleria microstachya Boeckeler
- Scleria mikawana Makino
- Scleria millespicula T. Koyama
- Scleria minarum (Nees) Steud.
- Scleria minima C.B. Clarke
- Scleria minor (Britton) W. Stone
- Scleria minutiflora Rich. ex Spreng.
- Scleria mitis P.J. Bergius
- Scleria mitracarpoides Standl. & L.O. Williams
- Scleria mollis Kunth
- Scleria monticola Nelmes ex Napper
- Scleria moritziana Boeckeler
- Scleria motemboensis Britton
- Scleria motleyi C.B. Clarke
- Scleria mucronata Poir.
- Scleria muehlenbergii Steud.
- Scleria multifoliata Boeckeler
- Scleria multilacunosa T. Koyama
- Scleria multispiculata Boeckeler
- Scleria multispiculosa Boeckeler
- Scleria muricata Boeckeler
- Scleria mutoensis Nakai
- Scleria myricocarpa Kunth
- Scleria nana Boeckeler
- Scleria nankingensis Tang & F.T. Wang
- Scleria natalensis Boeckeler ex C.B. Clarke
- Scleria naumanniana Boeckeler
- Scleria neesiana Hook. & Arn.
- Scleria neesii Kunth
- Scleria neocaledonica Rendle
- Scleria neogranatensis C.B. Clarke
- Scleria nervosa Wilkström
- Scleria nigricans J. Presl & C. Presl
- Scleria nitida Willd. ex Kunth
- Scleria novae-hollandiae Boeckeler
- Scleria nutans Willd. ex Kunth
- Scleria nyasensis C.B. Clarke
- Scleria oakesiana Robbins
- Scleria oblata S.T. Blake
- Scleria obtusa Core
- Scleria oligantha Michx.
- Scleria oligochondra Nelmes
- Scleria olyroides Kunth
- Scleria onoei Franch. & Sav.
- Scleria orchardii C.D. Adams
- Scleria oryzoides J. Presl & C. Presl
- Scleria ottonis Boeckeler
- Scleria ovinux J. Raynal ex Fosberg
- Scleria ovuligera Rchb. ex Steud.
- Scleria pachyrrhyncha Nelmes
- Scleria pallidiflora Boeckeler
- Scleria palmifolia Hoffmanns. ex Schltdl.
- Scleria paludosa Poepp. & Kunth
- Scleria panicoides Kunth
- Scleria papillata Willd. ex Kunth
- Scleria papuana J. Kern
- Scleria parallela C.B. Clarke
- Scleria parallella C.B. Clarke
- Scleria parvula Steud.
- Scleria patula E.A. Rob.
- Scleria pauciflora Muhl. ex Willd.
- Scleria paupercula E.A. Rob.
- Scleria pergracilis (Nees) Kunth
- Scleria pernambucana Luceño & M. Alves
- Scleria perpusilla Cherm.
- Scleria perrieri Cherm.
- Scleria peruviana Kük.
- Scleria phyllomacra Steud.
- Scleria phylloptera C. Wright ex Griseb.
- Scleria pilosa Boeckeler
- Scleria pilosissima Britton
- Scleria pinetorum Britton
- Scleria pittieri Boeckeler
- Scleria pleostachya Kunth
- Scleria ploemii Boeckeler
- Scleria plusiophylla Steud.
- Scleria poeppigii (Nees) Steud.
- Scleria poiformis Retz.
- Scleria poklei M.A.Wadood Khan
- Scleria polycarpa Boeckeler
- Scleria polyphylla (Nees) Steud.
- Scleria polyrrhiza E.A. Rob.
- Scleria pooides Ridl.
- Scleria porphyrocarpa E.A. Rob.
- Scleria porphyrorhiza C. Wright
- Scleria pratensis Lindl. ex Nees
- Scleria procumbens E.A. Rob.
- Scleria prophyllata Nelmes
- Scleria propinqua Steud.
- Scleria proporia C.B. Clarke
- Scleria psilorrhiza C.B. Clarke
- Scleria pubescens Steud.
- Scleria pubigera Makino
- Scleria pulchella Ridl.
- Scleria purdiei C.B. Clarke
- Scleria purpurascens Steud.
- Scleria purpurea Poir.
- Scleria purpureo-zonata Liebm.
- Scleria purpureovaginata Boeckeler
- Scleria pusilla Pilg.
- Scleria puzzolanea K. Schum.
- Scleria pygmaea R. Br.
- Scleria pygmaeopsis Kern
- Scleria pyramidalis Hochst. ex Steud.
- Scleria racemosa Poir.
- Scleria radula Hance
- Scleria ramosa C.B. Clarke
- Scleria reflexa Kunth
- Scleria rehmannii C.B. Clarke
- Scleria remota Ridl.
- Scleria renggeriana Steud.
- Scleria reticularis Michx.
- Scleria reticulata (Holttum) J. Kern
- Scleria retroserrata Kük.
- Scleria richardsiae E.A. Rob.
- Scleria ridleyi C.B. Clarke
- Scleria rigens Steud.
- Scleria rigida Kunth
- Scleria rinkiana Boeckeler
- Scleria riparia Poepp. & Kunth
- Scleria robinsoniana J. Raynal
- Scleria robusta Camelb. & Goetgh.
- Scleria rosea Cherm.
- Scleria roxburghii (C.B. Clarke) Domin
- Scleria rubrostriata A.C. Araújo & N.A. Brummitt
- Scleria rugosa R. Br.
- Scleria rutenbergiana Boeckeler
- Scleria salebrosa Boeckeler ex C.B. Clarke
- Scleria scaberrima Boeckeler
- Scleria scabra Willd.
- Scleria scabriuscula Schltdl.
- Scleria scabrosa Maury
- Scleria scandens Core
- Scleria schenckiana Boeckeler
- Scleria schiedeana Schltdl.
- Scleria schimperiana Boeckeler
- Scleria schliebenii R. Gross
- Scleria schmitzii Piérart
- Scleria schulzii Barros
- Scleria schweinfurthiana Boeckeler
- Scleria scindens Nees
- Scleria scrobiculata Nees & Meyen
- Scleria secans (L.) Urb.
- Scleria selloana Schrad. ex Nees
- Scleria sellowiana Kunth
- Scleria setacea Poir.
- Scleria setifera Boeckeler
- Scleria setigera Roxb.
- Scleria setosoasperula Boeckeler
- Scleria setulosa Boeckeler
- Scleria setulosociliata Boeckeler
- Scleria sheilae J. Raynal
- Scleria sieberi (Sieber) Nees
- Scleria simplicior Steud.
- Scleria sinensis (Boeckeler) H. Pfeiff.
- Scleria skutchii M.T. Strong & J.R. Grant
- Scleria sobolifer E.F. Franklin
- Scleria sororia Kunth
- Scleria sorsogonensis Elmer
- Scleria sperrima Steud.
- Scleria sphacelata F. Muell.
- Scleria sphaerocarpa (E.A. Rob.) Napper
- Scleria spicata (Spreng.) J.F. Macbr.
- Scleria spiciformis Benth.
- Scleria spinulosa Boeckeler
- Scleria splitgerberiana Henrard ex Uittien
- Scleria spondylogona Nelmes
- Scleria sprucei C.B. Clarke
- Scleria staheliana Uittien
- Scleria stenophylla Core
- Scleria stereorrhiza C. Wright ex C.B. Clarke
- Scleria stevensiana Britton
- Scleria stipitata Uittien
- Scleria stipularis Nees
- Scleria stocksiana Boeckeler
- Scleria striatinux De Wild.
- Scleria stricta Kunth
- Scleria strictum Kunth
- Scleria stuedeliana Miq.
- Scleria suaveolens Nelmes
- Scleria subintegriloba De Wild.
- Scleria substriatoalveolata De Wild.
- Scleria subulata Steud.
- Scleria suffulta C.B. Clarke
- Scleria sumatrensis Retz.
- Scleria swamyi Govind.
- Scleria sylvestre Schrad.
- Scleria sylvestris Poepp. & Kunth
- Scleria tenacissima (Nees) Steud.
- Scleria tenella Kunth
- Scleria tenuis Retz.
- Scleria tepuiensis Core
- Scleria ternifolia Domin
- Scleria terrestris (L.) Fassett
- Scleria tessellata Willd.
- Scleria testacea Nees
- Scleria thomasii Piérart
- Scleria thomsoniana Boeckeler
- Scleria thwaitesiana Boeckeler
- Scleria tisserantii Cherm.
- Scleria toksanensis Nakai
- Scleria tonduzii Boeckeler
- Scleria tonkinensis C.B. Clarke
- Scleria topazina (Nees) Steud.
- Scleria torreyana Walp.
- Scleria transvaalensis E.F. Franklin
- Scleria tremula (Nees) Steud.
- Scleria trialata Poir.
- Scleria tricholepis Nelmes
- Scleria tricuspidata S.T. Blake
- Scleria triglomerata Michx.
- Scleria trigona Merr.
- Scleria trigonocarpa (Nees) Steud.
- Scleria trilobata Raddi
- Scleria trinitatis Boeckeler
- Scleria triquetra M.T. Strong
- Scleria tristis St. Hilaire ex H. Pfeiffer
- Scleria trisulcata G.P. Li
- Scleria tropicalis M.T. Strong
- Scleria tryonii Domin
- Scleria tuberculata Boeckeler
- Scleria uleana Boeckeler
- Scleria uliginosa Hochst. ex Boeckeler
- Scleria unguiculata E.A. Rob.
- Scleria ustulata F.M. Bailey
- Scleria vaginata Steud.
- Scleria valdemuricata Kük.
- Scleria vanderystii De Wild.
- Scleria variegata Steud.
- Scleria velutina (Nees) Steud.
- Scleria venezuelensis Core
- Scleria verdickii De Wild.
- Scleria verrucosa Willd.
- Scleria verticillata Muhl. ex Willd.
- Scleria veseyfitzgeraldii E.A. Rob.
- Scleria vestita Boeckeler
- Scleria vezeyfitzgeraldii E.A. Robinson
- Scleria vichadensis F.J. Herm.
- Scleria violacea Pilg.
- Scleria virgata Steud.
- Scleria viridifolia Steud.
- Scleria vogelii C.B. Clarke
- Scleria waigiouensis Steud.
- Scleria warmingiana Boeckeler
- Scleria welwitschii C.B. Clarke
- Scleria wichurae Boeckeler
- Scleria wightiana Steud.
- Scleria williamsii R. Gross
- Scleria woodii C.B. Clarke
- Scleria wrightiana Boeckeler
- Scleria xerophila E.A. Rob.
- Scleria zambesica E.A. Rob.
- Scleria zeylanica Poir.